# Front Line Defenders
 (mai 2023).
La mise en forme du texte ne suit pas les recommandations de Wikipédia : il faut le « wikifier ».
Les points d'amélioration suivants sont les cas les plus fréquents. Le détail des points à revoir est peut-être précisé sur la page de discussion.
- Les titres sont pré-formatés par le logiciel. Ils ne sont ni en capitales, ni en gras.
- Le texte ne doit pas être écrit en capitales (les noms de famille non plus), ni en gras, ni en italique, ni en « petit »…
- Le gras n'est utilisé que pour surligner le titre de l'article dans l'introduction, une seule fois.
- L'italique est rarement utilisé : mots en langue étrangère, titres d'œuvres, noms de bateaux, etc.
- Les citations ne sont pas en italique mais en corps de texte normal. Elles sont entourées par des guillemets français : « et ».
- Les listes à puces sont à éviter, des paragraphes rédigés étant largement préférés. Les tableaux sont à réserver à la présentation de données structurées (résultats, etc.).
- Les appels de note de bas de page (petits chiffres en exposant, introduits par l'outil «  Source ») sont à placer entre la fin de phrase et le point final[comme ça].
- Les liens internes (vers d'autres articles de Wikipédia) sont à choisir avec parcimonie. Créez des liens vers des articles approfondissant le sujet. Les termes génériques sans rapport avec le sujet sont à éviter, ainsi que les répétitions de liens vers un même terme.
- Les liens externes sont à placer uniquement dans une section « Liens externes », à la fin de l'article. Ces liens sont à choisir avec parcimonie suivant les règles définies. Si un lien sert de source à l'article, son insertion dans le texte est à faire par les notes de bas de page.
- La présentation des références doit suivre les conventions bibliographiques. Il est recommandé d'utiliser les modèles {{Ouvrage}}, {{Chapitre}}, {{Article}}, {{Lien web}} et/ou {{Bibliographie}}. Le mode d'édition visuel peut mettre en forme automatiquement les références.
- Insérer une infobox (cadre d'informations à droite) n'est pas obligatoire pour parachever la mise en page.

Pour une aide détaillée, merci de consulter Aide:Wikification.
Si vous pensez que ces points ont été résolus, vous pouvez retirer ce bandeau et améliorer la mise en forme d'un autre article.
Front Line Defenders ou Fondation internationale pour la protection des défenseurs des droits humains est une organisation non gouvernementale (ONG) créée en 2001, consacrée à la défense des droits humains et notamment à la protection des personnes en danger par ce qu'elles œuvrent de manière non violente à La Défense des droits humains tels que décrits dans la Déclaration universelle des droits de l'homme.
L'ONG est basée en Irlande (à Dublin) mais dispose d'un « bureau européen » à Bruxelles et de personnel basé localement dans les régions où l'ONG travaille principalement, dont en Amériques, Asie, Afrique et au Moyen-Orient. Elle s'appuie aussi sur son réseau de bénévoles.

## Histoire
En 2001, Mary Lawlor, ancienne directrice de la section irlandaise d'Amnesty International fonde l'ONG Front Line Defenders à Dublin (Irlande), en s'appuyant sur un don de trois millions de dollars fait par l'homme d'affaires et philanthrope Denis O'Brien.
En 2006, Front Line Defenders a ouvert un bureau de l'Union européenne à Bruxelles.
En 2007, Front Line Defenders a reçu le Prix Roi Baudouin International pour le Développement.

### Exemple: le Cambodge
À titre d'exemple, l'une des alertes récentes émises par Front Line Defenders concerne le Cambodge.
Selon un rapport intitulé DOWN, BUT NOT OUT publié à Paris et Genève le 9 juillet 2020 par the Observatory for the Protection of Human Rights Defenders (FIDH-OMCT), affilié à Front Line Defenders, le gouvernement cambodgien a, notamment avant les élections générales de juillet 2018, fortement accentué sa répression vis-à-vis des défenseurs des droits humains. Ce rapport est issu d'une mission d'information qui s'est rendue dans les provinces de Phnom Penh, Kampong Chhnang, Battambang, Banteay Meanchey et Siem Reap, et qui conclut que la répression s'est fortement accrue à l'encontre des défenseurs des droits fonciers et environnementaux, de l'activité syndicale, des droits des femmes, de la liberté numérique ou de la presse et des journalistes. Hun Sen, Premier ministre au pouvoir depuis 1985 gère le parti unique à l'Assemblée nationale (le CPP qui contrôle la justice et les forces de sécurité du pays et qui a dissous le principal parti d'opposition, le Parti du sauvetage national du Cambodge ou CNRP en novembre 2017, avant les élections de 2018).
En juillet 2018, la Commission européenne (CE) a dépêché une mission d'enquête et d'évaluation du respect des obligations en matière de droits de l'homme, en vertu de l'accord « Tout sauf les armes » (EBA, un régime d'accès en franchise de droits et sans quotas, accordant le plein accès pour tous les produits cambodgiens (hors armes et armements) au marché de l'Union européenne (UE). Elle a conclu à « des preuves de violations graves et systématiques des droits fondamentaux de l'homme et des droits du travail au Cambodge, en particulier des droits à la participation politique ainsi que des libertés de réunion, d'expression et d'association. L'UE a donc engagé une procédure de retrait des préférences tarifaires vis à vis du Cambodge.
La violence policière, les intimidations, détentions arbitraire et le harcèlement judiciaire grandissent, souvent pour des motif vagues tels que de prétendues atteintes portées à la « sécurité nationale », « l'unité nationale », « la paix, la stabilité et l'ordre public, alors que l'espace civique s'érode. « Dans les zones urbaines et rurales, les défenseurs des droits environnementaux mettent leur vie en danger dans la lutte contre l'exploitation forestière illégale et la déforestation, ainsi que contre la corruption endémique entourant les concessions foncières économiques (CLE) ». Des dizaines d'événements défendant les droits humains, dont des manifestations pacifiques et des ateliers sur les droits humains sont durement réprimés, entravées ou surveillées par le gouvernement qui selon ce rapport utilise des lois répressives, et des tribunaux subordonnés, pour harceler, criminaliser et tenter de réduire au silence des individus ou communautés qui défendent les droits humains.
En mars 2020, la pandémie de COVID-19 a servi de prétexte à une répression encore accrue des voix dissidentes, qu'elles viennent des ONG, des médias, es journalistes ou de militants écologistes). Des modifications du droit cambodgien, dont par une loi sur l'état d'urgence (du 29 avril 2020) ont encore restreint les droits et libertés civils et politiques ; dont le droit d'association et de réunion pacifique et la liberté d'informer et d'être informé ; alors que la « présence sécuritaire de plus en plus oppressante » s'est accrue. Selon le rapport, ce recul est « sans précédent dans l'histoire récente du Cambodge ».
Le gouvernement a fait voter une loi LANGO imposant des restrictions aux ONG nationales et étrangères, qui doivent maintenant s'enregistrer auprès du gouvernement, et voient leur droit de réunion pacifique « systématiquement violé, les réunions étant souvent arbitrairement interdites ou perturbées ». La LANGO a permis aux autorités de fermer des ONG pour avoir prétendument sapé la « sécurité nationale », « l'unité nationale », « la paix, la stabilité et l'ordre public. Fin 2018, 48 % des ONG et des dirigeants syndicalistes interrogés par le FFMP estimaient avoir été surveillés pour leurs activités. La LANGO a ainsi permis, en septembre 2017, au ministère de l'Intérieur de suspendre Equitable Cambodia, l'une des plus grandes ONG locales de défense des droits fonciers, dont les « militants fonciers » représentent des centaines d'habitants en conflit avec les plantations de cannes à sucre à Ly yong Phat (sénateur du CPP et magnat des affaires disposant se plusieurs concessions foncières), après avoir poursuivi en justice (en août 2016) le directeur exécutif de l'ONG (M. Eang Vuthy), et deux autres membres du personnel (Chheang Phea et Phen Kimsong) pour diffamation. La condamnation a été délivrée, alors même que le procureur admettait qu'il n'y avait pas suffisamment de preuves pour étayer les accusations. ...avant annulation par la Cour d’appel (en janvier 2018),. La même loi a été utilisée pour bâillonner l'ONG Mother Nature Cambodia qui avait notamment mis au jour un trafic de sable (semblant également impliquer Ly yong Phat), et pour emprisonner plusieurs de ses jeunes militants.
Adilur Rahman Khan, secrétaire général de la FIDH, et Gerald Staberock, secrétaire général de l'OMCT, ont appelé les autorités cambodgiennes à « renverser ces pratiques inacceptables », et à « permettre à la société civile d'opérer en toute sécurité et reconnaître la légitimité des défenseurs – ceux-là mêmes qui défendent les droits humains, le développement et la justice sociale pour tous », car « le Cambodge est devenu un endroit sombre pour la société civile ». Ce rapport se conclut par des recommandations au gouvernement du Cambodge, mais aussi à l'Union européenne, aux Nations unies, aux pays donateurs et à d'autres parties prenantes pour sortir de cette situation.

## Mandat et missions
Front Line Defenders promeut le respect de la Déclaration de l'ONU sur les défenseur-ses des droits humains.
Dans ce cadre, l'objectif global de Front Line Defenders et l'une de ses spécificités est de permettre aux défenseurs des droits humains, en tant qu'agents clés du changement social, de poursuivre leur travail sans risque de harcèlement, d'intimidation ou d'arrestation. « Front Line Defenders vise à subvenir aux besoins identifiés par les défenseur-ses eux-mêmes en matière de protection ».
Outre une aide directe aux défenseurs de droits humains menacés, Front Line Defenders promeut plus largement « le renforcement des mesures internationales et régionales de protection des défenseur-ses des droits humains ». L'ONG soutient notamment le travail du Rapporteur spécial de l'ONU sur la situation des défenseur-ses des droits humains, et le bureau du Rapporteur spécial, à travers le Frank Jennings Internship Programme.

## Statuts consultatifs, partenariats
Front Line Defenders joue notamment un rôle d'interface, d'appui ou d'observateur auprès de diverses grandes institutions. Elle a ainsi acquis :
- un statut consultatif spécial auprès du Conseil économique et social des Nations unies ;
- un statut d'observateur auprès de la Commission africaine des droits de l'homme et des peuples, et appuie le travail du Rapporteur spécial sur les défenseur-ses des droits humains à la Commission Africaine des Droits de l'Homme et des Peuples en lui fournissant un stagiaire chaque année.
- un statut de partenariat avec le Conseil de l'Europe. Front Line Defenders est notamment le principal partenaire de ProtectDefenders.eu (consortium de douze organisations de défense des droits humains internationales et régionales, mis en place avec le soutien de l'Union européenne pour protéger les défenseur-ses des droits humains en danger et confrontés aux situations les plus difficiles dans le monde, ainsi que les personnes LGBTI. C'est le mécanisme de l'Union européenne pour les droits humains).

## Moyens
Dans la mesure où elle défend des personnes menacées pour leurs opinion et actions en faveur de l'environnement et d'autres besoins humains fondamentaux, Front Line Defenders doit aussi souvent agir rapidement, voire dans l'urgence.
Pour cela, elle s'est dotée de moyens, qui sont notamment :
- une ligne téléphonique d'urgence (24H/24) pour les défenseur-ses des droits humains, active en arabe, anglais, français, espagnol et russe (en 2021) ;
- des moyens de plaider internationalement la cause des défenseur-ses des droits humains en danger, dont via un soutien d'urgence en cas de danger immédiat pour la personne concernée ;
- subventions, répondant aux besoins concrets de sécurité des défenseur-ses des droits humains ;
- formations (internes et externes) et documentation relatives à la sécurité (numérique notamment) et à la protection des personnes ;
- opportunités de repos, de répit, ou d'autres alternatives pour les défenseur-ses des droits humains qui subissent un stress extrême (relocalisation temporaire de défenseur-ses des droits humains le cas échéant) ;
- possibilités de contacts entre défenseur-ses des droits humains, dont lors d'une rencontre bisannuelle dite Plateforme de Dublin ;
- attribution d'un Prix annuel Front Line Defenders pour les défenseur-ses des droits humains en danger ; ce prix a été créé en 2005 pour récompenser chaque année un défenseur des droits humains « qui, par un travail non violent, apporte courageusement une contribution exceptionnelle à la promotion et à la protection des droits humains d'autrui, souvent à des risques pour eux-mêmes ». 
Ce prix attire l'attention internationale sur la cause de son récipiendaire, et est accompagné de la remise, en espèces de 15 000 euros[7].

### Récipiendaires du «PrixFront Line Defenderspour les défenseur-ses des droits humains en danger» depuis sa création
Ils sont :
| Année | Nom                                                                                      | Pays                             |
| ----- | ---------------------------------------------------------------------------------------- | -------------------------------- |
| 2005  | Mudawi Ibrahim Adam                                                                      | Soudan                           |
| 2006  | Ahmadjan Madmarov                                                                        | Ouzbékistan                      |
| 2007  | Gégé Katana                                                                              | République Démocratique du Congo |
| 2008  | Anwar al-Bunni                                                                           | Syrie                            |
| 2009  | Youri Melini                                                                             | Guatemala                        |
| 2010  | Soraya Rahim Sobhrang                                                                    | Afghanistan                      |
| 2011  | Comité contre la torture (Russie)                                                        | Fédération de Russie             |
| 2012  | Razan Ghazzawi                                                                           | Syrie                            |
| 2013  | Biram Dah Abeid                                                                          | Mauritanie                       |
| 2014  | SAWERA (Société pour l'évaluation et l'autonomisation des femmes dans les zones rurales) | Pakistan                         |
| 2015  | Guo Feixiong (pseudonyme de Yang Maodong)                                                | Chine                            |
| 2016  | Ana Mirian Romero                                                                        | Honduras                         |
| 2017  | Emil Kurbedinov                                                                          | Crimée                           |
| 2018  | Nurcan Baysal                                                                            | Turquie                          |
| 2019  |                                                                                          |                                  |

## Récompenses
Le 3 juillet 2014, Lawlor a été décoré de l'Ordre de Chevalier de la Légion d'honneur par l'ambassadeur de France en Irlande, M. Jean-Pierre Thebault, au nom du gouvernement français.
En 2018, l'ONG a reçu le Prix des Nations Unies dans le domaine des droits humains (décerné tous les cinq ans, à une personne ou à une organisation apportant une contribution exceptionnelle à la promotion et à la protection des droits humains et des libertés fondamentales. Les lauréats antérieurs étant Eleanor Roosevelt, Martin Luther King, Nelson Mandela, Jimmy Carter, Denis Mukwege, Malala Yousafzai, Amnesty International et le CICR (Comité international de la Croix Rouge).
Cette même année, Front Line Defenders est aussi classé parmi les 100 « étincelles d'espoirs » (Sparks of Hope), à l'occasion du 100e anniversaire de la naissance de Nelson Mandela par les Sages, dans le cadre de la campagne de la plateforme #WalkTogether (Marcher ensemble) qui célèbre les libertés et met à jour une carte de l'espoir basée sur des personnalités morales et courageuses sources d'espoir pour le monde et la planète.